# آرتور بلامی
آرتور بلامی (انگلیسی: Arthur Bellamy; ۵ آوریل ۱۹۴۲ – ۲۲ ژانویهٔ ۲۰۱۴) بازیکن فوتبال اهل بریتانیا بود.
از باشگاه‌هایی که در آن بازی کرده‌است می‌توان به باشگاه فوتبال چسترفیلد و باشگاه فوتبال برنلی اشاره کرد.